# خفر
الخَفْر أو العَسّ هو مجموعة من الأفراد، مثل ضباط تطبيق القانون أو الأفراد العسكريين أو حراس الأمن ، المكلفين بمراقبة أو تأمين منطقة جغرافية محددة. ويسمى أحد أفرادها الخفير أو العاسّ.